# Elias Huber (Snowboarder)
Elias Huber (* 23. April 1999 in Berchtesgaden) ist ein deutscher Snowboarder. Er startet in den Disziplinen Parallelslalom und Parallel-Riesenslalom. Er ist Sohn des Extrembergsteigers Thomas Huber und Neffe von Alexander Huber.

## Werdegang
Huber, der für den SC Schellenberg startet, lief im Januar 2015 in Livigno seine ersten Rennen im Europacup und belegte dabei den 21. und den 20. Platz im Parallel-Riesenslalom. Bei den Juniorenweltmeisterschaften 2016 in Rogla kam er auf den 12. Platz im Parallelslalom und auf den zehnten Rang im Parallel-Riesenslalom. In der Saison 2016/17 wurde er bei den Juniorenweltmeisterschaften 2017 in Klínovec Siebter im Parallelslalom und Sechster im Parallel-Riesenslalom. Im Snowboard-Weltcup debütierte er im Januar 2017 in Bad Gastein und errang dabei den 48. Platz im Parallelslalom. Bei den Juniorenweltmeisterschaften 2018 in Cardrona fuhr er auf den 14. Platz im Parallelslalom und auf den vierten Rang im Parallel-Riesenslalom. In der Saison 2018/19 belegte er bei den Weltmeisterschaften 2019 in Park City den 25. Platz im Parallelslalom und den 15. Rang im Parallel-Riesenslalom und holte bei den Juniorenweltmeisterschaften 2019 in Rogla die Silbermedaille im Parallel-Riesenslalom. Zudem errang er mit zwei dritten Plätzen den dritten Platz in der Parallelwertung und den zweiten Platz in der Parallel-Riesenslalom-Wertung des Europacups. Anfang März 2021 belegte er bei den Weltmeisterschaften in Rogla im Parallel-Riesenslalom sowie im Parallelslalom jeweils den 23. Platz. In der Saison 2021/22 errang er in Bad Gastein mit dem dritten Platz im Teamwettbewerb seine erste Podestplatzierung im Weltcup. Bei den Olympischen Winterspielen 2022 in Peking kam er auf den 30. Platz im Parallel-Riesenslalom.

## Teilnahmen an Weltmeisterschaften und Olympischen Winterspielen

### Olympische Spiele
- 2022 Peking: 30. Platz Parallel-Riesenslalom

### Weltmeisterschaften
- 2019 Park City: 15. Platz Parallel-Riesenslalom, 25. Platz Parallelslalom
- 2021 Rogla: 23. Platz Parallelslalom, 23. Platz Parallel-Riesenslalom
- 2023 Bakuriani: 11. Platz Parallelslalom Team, 13. Platz Parallel-Riesenslalom, 18. Platz Parallelslalom
- 2025 Engadin: 12. Platz Parallelslalom, 13. Platz Parallel-Riesenslalom, 14. Platz Parallel-Team

## Weltcupsiege und Weltcup-Gesamtplatzierungen

### Weltcupsiege

#### Weltcupsiege im Einzel
| Nr. | Datum            | Ort            | Disziplin             |
| --- | ---------------- | -------------- | --------------------- |
| 1.  | 16. Februar 2025 | Val Saint-Côme | Parallel-Riesenslalom |

#### Weltcupsiege im Team
| Nr. | Datum         | Ort          |
| --- | ------------- | ------------ |
| 1.  | 16. März 2025 | Winterberg 1 |

### Weltcup-Gesamtplatzierungen
| Saison  | Parallel | Parallel | Parallel-Riesenslalom | Parallel-Riesenslalom | Parallelslalom | Parallelslalom |
| Saison  | Punkte   | Platz    | Punkte                | Platz                 | Punkte         | Platz          |
| ------- | -------- | -------- | --------------------- | --------------------- | -------------- | -------------- |
| 2016/17 | 16,1     | 74.      | -                     | -                     | 16,1           | 64.            |
| 2017/18 | 17       | 82.      | -                     | -                     | 17             | 61.            |
| 2018/19 | 233,9    | 45.      | 196                   | 41.                   | 37,9           | 49.            |
| 2019/20 | 511,7    | 33.      | 237,7                 | 38.                   | 274            | 24.            |
| 2020/21 | 4        | 48.      | 4                     | 44.                   | -              | -              |
| 2021/22 | 36       | 38.      | 33                    | 32.                   | 3              | 47.            |
| 2022/23 | 162      | 21.      | 102                   | 18.                   | 60             | 23.            |
| 2023/24 | 125      | 24.      | 99                    | 19.                   | 26             | 29.            |
| 2024/25 | 516      | 9.       | 412                   | 5.                    | 104            | 16.            |